# Teen Lover
Teen Lover ist ein Filmdrama von Cameron Crowe, produziert 1989 in den USA. Der Film markiert Crowes Regiedebüt.

## Handlung
Lloyd Dobler besucht eine High School und trainiert Kickboxing. Er lebt bei seiner Schwester Constance, einer alleinerziehenden Mutter, und hat keine Pläne für seine Zukunft. Er will mit der Mitschülerin Diane Court ausgehen, bevor diese zum Studium nach England fährt, wo sie ein Stipendium erhielt. Dabei beachtet er nicht, dass ihre Familie eine höhere gesellschaftliche Stellung als seine bekleidet. Diane kommt aus einem behüteten akademischen Elternhaus und lebt bei ihrem geschiedenen Vater James, dem das Altersheim gehört, in dem sie arbeitet.
Diane begleitet Lloyd zu einer Party, zur Überraschung aller Partygäste und Klassenkameraden. Sie freunden sich an und kommen sich langsam näher. James, der Vater von Diane, versucht, die mögliche Beziehung seiner Tochter zu verhindern. Er hat währenddessen Probleme mit den Ermittlungsbehörden. Ihm wird vorgeworfen, die Patienten des von ihm geführten Altenheims bestohlen zu haben. Diane setzt sich für ihn bei den Beamten ein.
Es kommt zu Verabredungen von Lloyd und Diane, aber sie macht dann plötzlich Schluss mit ihm. Denn ihr Vater drängt sie, sich von Lloyd zu trennen, da er der Meinung ist, dass er nicht zu ihr passt. Am Boden zerstört, sucht Lloyd Rat bei seinen Freunden: Seine Kumpels empfehlen ihm, Diane zu vergessen und eine neue Freundin zu suchen, und seine Freundin Core rät ihm, „ein Mann“ zu sein und mit ihr zu reden. Diane wimmelt zögerlich jegliche Kontaktversuche ab. Um sie zurückzugewinnen, spielt er eines Abends unter dem Fenster ihres Schlafzimmers von einem Ghettoblaster In Your Eyes von Peter Gabriel ab – der Song, als sie das erste Mal miteinander schliefen.
Währenddessen werden James Kreditkarten abgelehnt, als er versucht, Diane ein Kofferset zu kaufen. Diane findet kurz darauf in einem Versteck das von ihrem Vater gestohlene Geld. James erklärt ihr, das Geld sei für ihr Studium und spätere finanzielle Unabhängigkeit bestimmt, worauf sie erwidert, sie möchte keine Komplizin seiner Machenschaften sein. Kurz danach versöhnt sie sich mit Lloyd.
Der Anwalt von James handelt mit den Behörden eine Abmachung aus, nach der sein Mandant eine Gefängnisstrafe von neun Monaten bekommt und 125.000 US-Dollar Strafe bezahlen muss; das Altersheim untersteht nun dem Staat. Dobler und Diane besuchen den inhaftierten James, danach fliegen sie gemeinsam nach England. Der Film endet damit, dass Dobler die während des Starts nervöse Diane aufmuntert.

## Hintergrund
Weltweit spielte der Film ca. 21,5 Millionen US-Dollar ein – 20,8 Millionen US-Dollar in den USA und 734.000 US-Dollar in anderen Ländern.
Teen Lover wurde in Los Angeles und Seattle gedreht. Die Dreharbeiten begannen am 29. Februar 1988 und endeten im Juli desselben Jahres.
Die Idee zum Film hatte der Executive Producer James L. Brooks, als er eine junge Frau und ihren Vater in New York City beim Spazierengehen beobachtete, und sah, wie der Vater das Mädchen behutsam über die Straße führte. Brooks überlegte sich, wie es wohl wäre, wenn ihr Vater etwas Böses vor ihr verbergen würde. Mitte der 1980er-Jahre lernte Brooks den Drehbuchautor Cameron Crowe kennen, Crowes Drehbücher zu Ich glaub’, ich steh’ im Wald (1982) und Wild Life (1984) sowie seine journalistischen Werke überzeugten ihn. Crowe bekam den Auftrag, das Drehbuch zu schreiben, er führte Interviews mit Jugendlichen und verbrachte Zeit mit seiner Großmutter in einem Pflegeheim. Mit Brooks traf er sich wöchentlich und sie entwickelten gemeinsam die Figur James Court. Crowe hatte jedoch Schwierigkeiten eine starke weibliche Hauptfigur zu kreieren, so dass er Diane Court an seine eigene Mutter anlehnte, die in der High School eine strebsame Schülerin war und ihren Abschluss vorzeitig abschließen konnte. Die Figur Lloyd Dobler ist an eine reale Person namens Lowell angelehnt, die in der Nachbarschaft („down the street“) von Crowe wohnte und mit der er eine Freundschaft pflegte. Lowell störte ihn nachts beim Schreiben, um über Kickboxen zu reden. Außerdem erzählte Lowell Geschichten über seinen Vater, gegen den angeblich das Finanzamt ermittelte. Die Figuren Corey Flood und ihr Ex-Freund Joe sind ebenfalls von Weggefährten Crowes inspiriert.

## Referenz in der Popkultur
Der Film enthält eine der bekanntesten Szenen der US-amerikanischen Filmgeschichte, in der John Cusack (als Lloyd) vor Dianes (gespielt von Ione Skye) Schlafzimmerfenster einen Ghettoblaster (Toshiba RT-SX1) über seinen Kopf hält und einen Song abspielen lässt, um sie wissen zu lassen, dass er sie nicht aufgegeben hat. Diese Szene wird mit verschiedenen Anspielungen von den Medien und in der Popkultur verwendet. 
Die Idee zur Szene hatte der Regisseur Cameron Crowe, als er den Song To Be a Lover von Billy Idol hörte. Crowe hatte allerdings Schwierigkeiten, diese Szene zu filmen, weil Cusack sie als „zu passiv/träge“ („too passive“) erachtete. Da Cusack ein Fan der Band Fishbone war, wurde die Szene zunächst mit deren Song Question of Life vertont. Nachdem Crowe sich die Szene angesehen hatte, entschied Crowe, sie durch Peter Gabriels In Your Eyes zu ersetzen, da dies besser zu der Stimmung passte, die er vermitteln wollte. Peter Gabriel lehnte Crowes Anfrage zunächst ab, weil er Teen Lover mit einem anderen Film (Belushi – Wired, eine Filmbiografie über John Belushi) verwechselte.

## Kritiken
Hal Hinson lobte die Komödie in der Washington Post (14. April 1989) als eine „köstliche Überraschung“. Die Beziehung von Lloyd und Diane sei ohne Klischees dargestellt. Die Darsteller seien „charmant“.
Roger Ebert schrieb in der Chicago Sun-Times (17. Februar 2002), der Film sei ein Film über „Aufrichtigkeit“. Die Liebe der Teenager sei „taktvoll“ gezeigt. Ebert lobte die „menschlichen Qualitäten“ der Schauspieler.

## Auszeichnungen
John Cusack wurde im Jahr 1990 mit dem Chicago Film Critics Association Award für den vielversprechendsten Darsteller ausgezeichnet. Der Film wurde 2003 für den DVD Premiere Award nominiert.

## Belege
1. 1 2 3 4  Say Anything... (1989). In: American Film Institute Catalog. American Film Institute, abgerufen am 6. September 2023 (amerikanisches Englisch).
2. 1 2  Jason Adams: 'Say Anything' turns 20: Cameron Crowe's crazy story behind 'In Your Eyes' and Lloyd Dobler's boom box. In: ew.com. Entertainment Weekly, 3. November 2009, abgerufen am 6. September 2023 (amerikanisches Englisch).
3. ↑  Teen Lover auf boxofficemojo.com
4. ↑  Kritik von Hal Hinson
5. ↑  Kritik von Roger Ebert